# ملكية هابسبورغ
ملكية هابسبورغ (أو إمبراطورية هابسبورغ)، هو مصطلح شامل استُخدم من قبل المؤرخين لوصف الأراضي والممالك التابعة لعائلة هابسبورغ الملكية، وخاصةً تلك التابعة إلى الفرع النمساوي. على الرغم من تولي زعيم عائلة هابسبورغ منصب الإمبراطور الروماني المقدس في الفترة من 1438 إلى 1806 (باستثناء الفترة من 1742 إلى 1745)، فإن الإمبراطورية ذاتها لم تكن جزءً من ملكية هابسبورغ، بدأ تكوين ملكية هابسبورغ بعد تنصيب رودولف الأول ملكًا لألمانيا في 1273 وضمه لدوقية النمسا إلى عائلته في 1282. وفي عام 1482 استحوذ ماكسيمليان الأول على الأراضي المنخفضة عن طريق زواجه من ماريا الثرية. تقع كلتا هاتين البقعتين ضمن أراضي الإمبراطورية والتي ورثها إلى حفيده وخليفته شارلكان، إضافة إلى وراثته لإسبانيا ومستعمراتها مما أتاح له فرصة حكم الملكية الهابسبورغية في فترة وصولها إلى أوج مداها الإقليمي. أدى تنازل شارلكان عن عرشه في عام 1556 إلى اقتسام الممتلكات الهابسبورغية بين أخيه فرديناند الأول، الذي شغل منصب نائب الملك في الأراضي النمساوية منذ عام 1521 وأيضا الملك المنتخب لمملكة المجر وأراضي التاج البوهيمي منذ عام 1526، وبين ابنه فيليب الثاني ملك إسبانيا. انقرض الفرع الإسباني (الذي سيطر على الأراضي المنخفضة الهابسبورغية وإقليم برغونية وأراضٍ في إيطاليا) في عام 1700 بوفاة الملك كارلوس الثاني، انقسم الفرع النمساوي (الذي سيطر على العرش الإمبراطوري ومملكة المجر وبوهيميا وجميع أراضي التاج التابعة له) بدوره بين فروع مختلفة من العائلة في الفترة من 1564 إلى 1665، لكنها بقيت كاتحاد شخصي واحد فيما بعد.
لهذا السبب، تكونت الملكية الهابسبورغية من اتحاد من التيجان – دون أن يكون هناك دستور موحد أو مؤسسات مشتركة خارج البلاط الهابسبورغي نفسه- مؤلف من مجموعة من الأراضي داخل وخارج الإمبراطورية الرومانية المقدسة، يوحدها فقط هوية الملك الحاكم لها. هيمنت الكيانات الحاكمة المركبة على القارة الأوروبية في أوائل العصر الحديث. تغير هذا الأمر تدريجيًا في أوائل القرن التاسع عشر. وُحدت الملكية الهابسبورغية رسميًا تحت راية الإمبراطورية النمساوية في الفترة من 1804 إلى 1867، وتحت راية الإمبراطورية النمساوية المجرية في الفترة من 1867 إلى 1918. انهارت هذه الإمبراطورية بعد هزيمتها في الحرب العالمية الأولى.
في علم التأريخ، يُطلق على الملكية الهابسبورغية (الفرع النمساوي) كنايةً اسم «النمسا». استُخدم مصطلح «الملكية النمساوية» كمصطلح ملائم في سنة 1700. تضمنت هذه الملكية الشاسعة، ضمن حدود الإمبراطورية وحدها، كلًا من الأراضي الأصلية الموروثة المعروفة باسم «إيربلاند» والتي يعود تاريخها إلى الفترة التي تسبق عام 1526، وأراضي التاج البوهيمي، وما عُرف سابقًا باسم الأراضي المنخفضة الإسبانية في الفترة من 1714 إلى 1794، إضافة إلى بعض الإقطاعيات في الإمبراطورية الإيطالية. أما بالنسبة إلى المناطق التابعة لها خارج حدود الإمبراطورية، فقد شملت جميع الأراضي التابعة للتاج المجري، إضافة إلى الغزوات التي حصلت على حساب الأتراك. كانت مدينة فيينا هي عاصمة السلالة الحاكمة، باستثناء الفترة من 1583 إلى 1611، والتي انتقلت فيها العاصمة إلى مدينة براغ.

## النشوء والتوسع
نشأت عائلة هابسبورغ في قلعة هابسبورغ في سويسرا الحديثة، وتولوا الحكم في النمسا بعد عام 1279. كانت دوقية النمسا جزءً من مملكة ألمانيا المنتخبة ضمن الإمبراطورية الرومانية المقدسة. أسند رودولف الأول ملك ألمانيا والمنحدر من عائلة هابسبورغ دوقية النمسا إلى أولاده وذلك خلال اجتماع أوغسبورغ (1282)، وبهذا أُسست «الأراضي النمساوية المتوارثة». منذ تلك اللحظة، عُرفت سلالة هابسبورغ الحاكمة باسم آل النمسا. اختير أرشيدوقات النمسا، خلال الفترة من 1438 إلى 1806، كأباطرةٍ رومانيين مقدسين، مع وجود بعض الاستثناءات.
احتل الهابسبورغيون مكانة بارزة في أوروبا نتيجة للسياسة التي اتبعها ماكسيمليان الأول، الإمبراطور الروماني المقدس. كان زواجه من ماري دوقة بورغونيا، مساهمةً في ضم الأراضي المنخفضة البورغندية إلى الميراث الهابسبورغي. في حين تزوج ابنهما فيليب الوسيم من خوانا المجنونة من إسبانيا (ابنة فرناندو الثاني ملك أراغون وإيزابيلا الأولى ملكة قشتالة). ورث الإمبراطور الروماني المقدس شارلكان (ابن فيليب وخوانا)، الأراضي المنخفضة الهابسبورغية في عام 1506 وإسبانيا الهابسبورغية والأراضي التابعة لها في عام 1516 وهابسبورغ النمساوية في عام 1519.
في هذه المرحلة، اتسعت الإمبراطورية الهابسبورغية كثيرًا لدرجة أن شارلكان كان دائم السفر بين إماراته لذا فقد احتاج إلى نواب وأوصياء لتنظيم شؤون ممالكه المختلفة، بحيث مثلت زوجته إيزابيلا من البرتغال عنه في إسبانيا، وعمته مارغريت ومن بعدها شقيقته ماريا عنه في البلدان المنخفضة. توصل الإمبراطور شارلكان إلى تفاهم مع أخيه الأصغر فرديناند الأول، وذلك خلال المجلس التشريعي المنعقد في مدينة فورمس في ألمانيا في عام 1521. بحيث أصبح فرديناند الأول أرشيدوقًا ووصيًا للإمبراطور كارلوس الخامس على الأراضي النمساوية الموروثة، وذلك وفقًا لميثاق هابسبورغ المُقر في فورمس (1521)، والذي أُكد عليه بعد سنة من انعقاد هذا المجلس في مدينة بروكسل.
وبعد وفاة لايوش الثاني ملك المجر في معركة موهاج ضد الإمبراطورية العثمانية، انتُخب الأرشيدوق فرديناند (وهو زوج أخته بموجب معاهدة التبني الموقعة من قبل ماكسيمليان ولويس في مؤتمر فيينا الأول) ملكًا لمملكتي بوهيميا والمجر في عام 1526. ضُمت مملكتي بوهيميا والمجر إلى نطاق الأراضي الهابسبورغية الموروثة في القرن السابع عشر، وذلك بعد انتصارهم على الثوار البوهيميين في معركة الجبل الأبيض (1620)، وإعلان فرديناند الثاني لما أطلق عليه اسم «الدستور المجدد» في عام 1627 والذي أسس لمبدأ الخلافة الوراثية في بوهيميا. نشأ نظام الخلافة الوراثية في مملكة المجر عن طريق مجلس بريسبيرغ التشريعي الذي عُقد بعد معركة موهاج (1687) التي أعاد فيها ليوبولد الأول احتلال معظم أراضي مملكة المجر وانتزعها من قبضة الإمبراطورية العثمانية.
قسّم شارلكان العائلة في 1556 بعد تنازله عن النمسا والتاج الإمبراطوري لصالح فرديناند (كما قُرر في الانتخابات الإمبراطورية لعام 1531) وعن الإمبراطورية الإسبانية لصالح ابنه فيليب. انقرض الفرع الإسباني (الذي سيطر أيضًا على الأراضي المنخفضة، ومملكة البرتغال للفترة بين 1580 و1640، والمنطقة الجنوبية الإيطالية) في عام 1700. قُسّم الفرع النمساوي (الذي حكم الإمبراطورية الرومانية المقدسة ومملكتي المجر وبوهيميا) بين فروع مختلفة من العائلة للفترة من 1564 إلى 1665، لكنها بقيت كاتحاد شخصي واحد فيما بعد.

## فروع أخرى
حُكمت دوقية توسكانا الكبرى من قبل إحدى الفروع الصغيرة للفترة بين 1765 و1801، ومجددًا للفترة من 1814 إلى 1859. بعد نفي هذا الفرع من توسكانا، حكموا في مدينة سالزبورغ للفترة من 1803 إلى 1805، وفي دوقية فورتسبورغ الكبرى للفترة من 1805 إلى 1814. حكم فرع آخر دوقية مودينا وريجّو للفترة من 1814 إلى 1859، في حين حكمت الإمبراطورة الفرنسية ماري لويز، وهي زوجة نابليون الثانية وابنة الإمبراطور النمساوي فرانتس، دوقية بارما للفترة من 1814 إلى 1847، تزعّم ماكسيميليان الأول الإمبراطورية المكسيكية الثانية، وهو شقيق فرانتس يوزف الأول إمبراطور النمسا.

## الحكام في الفترة من 1508 إلى 1918
عُرف «ملوك هابسبورغ» أو «أباطرة هابسبورغ» بمسميات كثيرة ومختلفة وحكموا كل مملكة باسم ومنصب مختلف.
- ماكسيمليان الأول 1508-1519.
- شارلكان 1519-1556.
- فرديناند الأول 1556-1564.
- ماكسيمليان الثاني 1564-1576.
- رودولف الثاني 1676-1612.
- ماثياس 1612-1619.
- فرديناند الثاني 1619-1637.
- فرديناند الثالث 1637-1657.
- ليوبولد الأول 1657-1705.
- يوزف الأول 1705-1711.
- كارل السادس 1711-1740.
- ماريا تيريزا 1740-1780.

## أسرة هابسبورغ-لورين
- يوزف الثاني 1780-1790 الذي عُرف باسم «المصلح العظيم».
- ليوبولد الثاني 1790-1792 وكان قد شغل منصب حاكم دوقية توسكانا الكبرى للفترة من 1765 إلى 1790.
- فرانتس الثاني 1792-1835 (أسس الإمبراطورية النمساوية في 1804، وبذلك أصبح الإمبراطور فرانس الأول أيضًا، وبدأ الترقيم من جديد).
- فرديناند الأول 1835-1848 الذي عُرف باسم «فرديناند الطيب».
- فرانتس يوزف الأول 1848-1916 وهو شقيق ماكسميليان إمبراطور المكسيك (الذي حكم للفترة من 1864 إلى 1867).
- كارل الأول 1916-1918 وهو آخر حاكم لإمبراطورية النمساوية المجرية.
  - أوتو فون هابسبورغ 1922-2007، وهو ولي العهد الأخير لإمبراطورية النمساوية المجرية خلال الفترة من 1916 إلى 1919، ورئيس الأسرة.
  - كارل فون هابسبورغ 2007، رئيس الأسرة.

فيما بيدو أن ابنه البكر فرديناند زفونيمير من هابسبورغ هو وريث العائلة وهو من مواليد 1997.

## شجرة العائلة
- شجرة عائلة هابسبورغ.